# Kevin De Bruyne
Kevin De Bruyne [ˈkɛvɪn də ˈbrœynə] (* 28. Juni 1991 in Drongen, Gent) ist ein belgischer Fußballspieler. Der offensive Mittelfeldspieler steht bei SSC Neapel unter Vertrag und spielt für die belgische Nationalmannschaft, die er als Kapitän anführt.

## Karriere

### Verein

#### KRC Genk (2005–2012)
De Bruyne begann mit dem Fußballspielen in seinem Geburtsort beim KVV Drongen. Im Alter von sieben Jahren wechselte er in die Jugend des KAA Gent. 2005 schloss er sich der Juniorenabteilung des KRC Genk an, in dessen erste Mannschaft er den Sprung zur Saison 2008/09 schaffte.
Sein Debüt in der Jupiler Pro League gab er am 9. Mai 2009 (33. Spieltag) bei einer 0:3-Niederlage gegen Sporting Charleroi, als er in der 81. Minute für Ederson Tomera eingewechselt wurde. Auch am letzten Spieltag der Saison gegen den RSC Anderlecht kam er zum Einsatz. Sein Team gewann in der gleichen Saison mit einem 2:0 im Finale gegen den KV Mechelen den Belgischen Pokal.
Am 20. und 27. August 2009 kam De Bruyne in den Ausscheidungsspielen zur Europa League in den beiden Spielen gegen den OSC Lille zu seinen ersten internationalen Einsätzen auf Vereinsebene. In der Saison 2009/10 absolvierte er 26 Ligaspiele, wobei er am 7. Februar 2010 (25. Spieltag) gegen Standard Lüttich seinen ersten Ligatreffer mit einem Distanzschuss zum 1:0 erzielte. Im Saisonverlauf kam er zu neun weiteren Einsätzen (zwei Tore) in den neu eingeführten Playoffs der Jupiler Pro League und zu zwei Einsätzen im nationalen Pokalwettbewerb.
Im Juli/August 2010 wirkte der Offensiv-Allrounder in der 3. Qualifikationsrunde der Europa League gegen Inter Turku aus Finnland und in den beiden Ausscheidungsspielen gegen den FC Porto mit. Beim 5:1-Sieg über Turku traf er einmal, gegen Porto musste sich sein Team jedoch mit 0:3 und 2:4 geschlagen geben und verpasste damit die Teilnahme an der Hauptrunde. In den ersten drei Ligaspielen der Saison 2010/11 erzielte er weitere drei Treffer. Am Ende der regulären Saison qualifizierte er sich mit seinem Team auf dem zweiten Platz hinter dem RSC Anderlecht für die Meisterschafts-Playoffs. Er wurde in 22 Spielen eingesetzt, in denen er vier Treffer erzielte. In den Playoffs spielte er in allen zehn Partien (ein Tor) und Genk wurde durch ein 1:1 in der entscheidenden letzten Partie gegen das punktgleiche Standard Lüttich Belgischer Meister.
In der Qualifikation zur UEFA Champions League 2011/12 setzte sich Genk gegen FK Partizan Belgrad und Maccabi Haifa durch – in der dritten Runde gegen Belgrad kam De Bruyne in beiden Partien zum Einsatz und qualifizierte sich zum zweiten Mal in der Vereinsgeschichte für die Gruppenphase. Am 28. September 2011 debütierte De Bruyne im Spiel gegen Bayer 04 Leverkusen in der europäischen Königsklasse. Beim 5:4-Sieg im Ligaspiel gegen den FC Brügge am 29. Oktober 2011 trug er sich dreimal in die Torschützenliste ein. Insgesamt erzielte er in der Saison 2011/12 in 22 Spielen acht Tore und wurde mit seinem Team Tabellenfünfter. In den Playoffs, in denen De Bruyne sechsmal eingesetzt wurde, wurde Genk Dritter. In der Winterpause der Saison 2011/12 unterzeichnete De Bruyne einen Vertrag beim englischen Fußballclub FC Chelsea, zu dem er im Februar 2012 formal wechselte. Die Rückrunde der laufenden Saison spielte er jedoch auf Leihbasis für Genk zu Ende.

#### Werder Bremen (2012–2013)

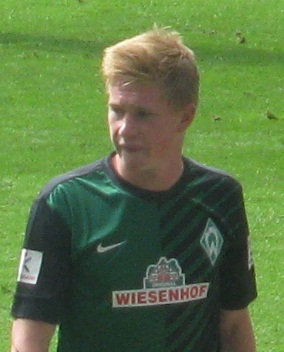
De Bruyne bei Werder Bremen (2012)

Zur Saison 2012/13 wurde De Bruyne für ein Jahr vom FC Chelsea an den Bundesligisten Werder Bremen ausgeliehen. Sein erstes Bundesligaspiel bestritt er am 24. August 2012 (1. Spieltag) gegen Borussia Dortmund. Er wurde zum Stammspieler und bestritt 33 Partien, in denen er zehn Treffer erzielte.

#### FC Chelsea (2013–2014)
Am Ende der Saison zeigten die Bundesligisten Borussia Dortmund und Bayer 04 Leverkusen Interesse an einer Verpflichtung oder Leihe De Bruynes. Trainer José Mourinho machte jedoch deutlich, dass der Spieler in der Saison 2013/14 für Chelsea auflaufen werde.
Sein Debüt in der Premier League gab De Bruyne am 18. August 2013 (1. Spieltag) beim 2:0-Sieg gegen Hull City. Er spielte von Beginn an bis zu seiner Auswechslung in der 67. Minute und bereitete das Tor zum 1:0 durch Oscar vor. Auch am zweiten Spieltag gegen Manchester United (0:0) und am fünften Spieltag gegen den FC Fulham (2:0) kam er zum Einsatz. In der restlichen Hinrunde kamen dann allerdings nur noch drei Partien im League Cup und drei Spiele in der Gruppenphase der UEFA Champions League dazu.

#### VfL Wolfsburg (2014–2015)
Weil De Bruyne mit seinen Einsatzzeiten in London unzufrieden war, wechselte er im Januar 2014 vom FC Chelsea zum VfL Wolfsburg und unterschrieb dort einen bis 2019 gültigen Vertrag. In der Rückrunde der Saison 2013/14 war er sofort Stammspieler der Niedersachsen und kam in 16 Bundesligapartien (drei Tore) und zwei DFB-Pokal-Spielen zum Einsatz. Am Ende der Saison stand ein fünfter Platz in der Liga und das Erreichen des Pokalhalbfinales.
In der Saison 2014/15 war De Bruyne eine der wichtigsten Stützen in der Mannschaft des VfL Wolfsburg. Bis zu einer Fußverletzung im Viertelfinale der UEFA Europa League im April 2015 bestritt er alle 49 Pflichtspiele für den Verein. In 34 Ligaspielen wurde er mit zehn Toren und 21 Torvorbereitungen Top-Scorer der Liga, die Anzahl der Vorlagen bedeutete gleichzeitig die Einstellung des Bundesligarekords. Dazu kamen elf Einsätze in der UEFA Europa League, in denen er fünfmal traf. Negativschlagzeilen machte De Bruyne im Spiel gegen Eintracht Frankfurt am 19. Spieltag, als er einen Balljungen mit den Worten „Give me the ball, you motherfucker“ beleidigte und dafür vom DFB zu einer Strafzahlung in Höhe von 20.000 Euro verurteilt wurde. Positiver war das Ergebnis am Saisonende: Sein Verein wurde Zweiter hinter dem FC Bayern München und gewann den DFB-Pokal mit einem 3:1 im Finale gegen Borussia Dortmund. Das Tor zum 2:1 für die Wolfsburger erzielte De Bruyne mit einem Distanzschuss. Nach dem Spiel wurde er von einer Experten-Jury zum wertvollsten Spieler des Finales und anschließend von Fans zum Pokalheld der Saison 2014/15 gewählt und in den DFB-Pokal Walk of Fame aufgenommen. Außerdem wurde er in diesem Jahr zu Deutschlands Fußballer des Jahres und zu Belgiens Sportler des Jahres gekürt.
Zu Beginn der Saison 2015/16 siegten die Wolfsburger im DFL-Supercup gegen den FC Bayern München. De Bruyne bereitete dabei den Treffer zum 1:1 kurz vor Schluss durch Nicklas Bendtner vor und verwandelte im anschließenden Elfmeterschießen seinen Versuch.

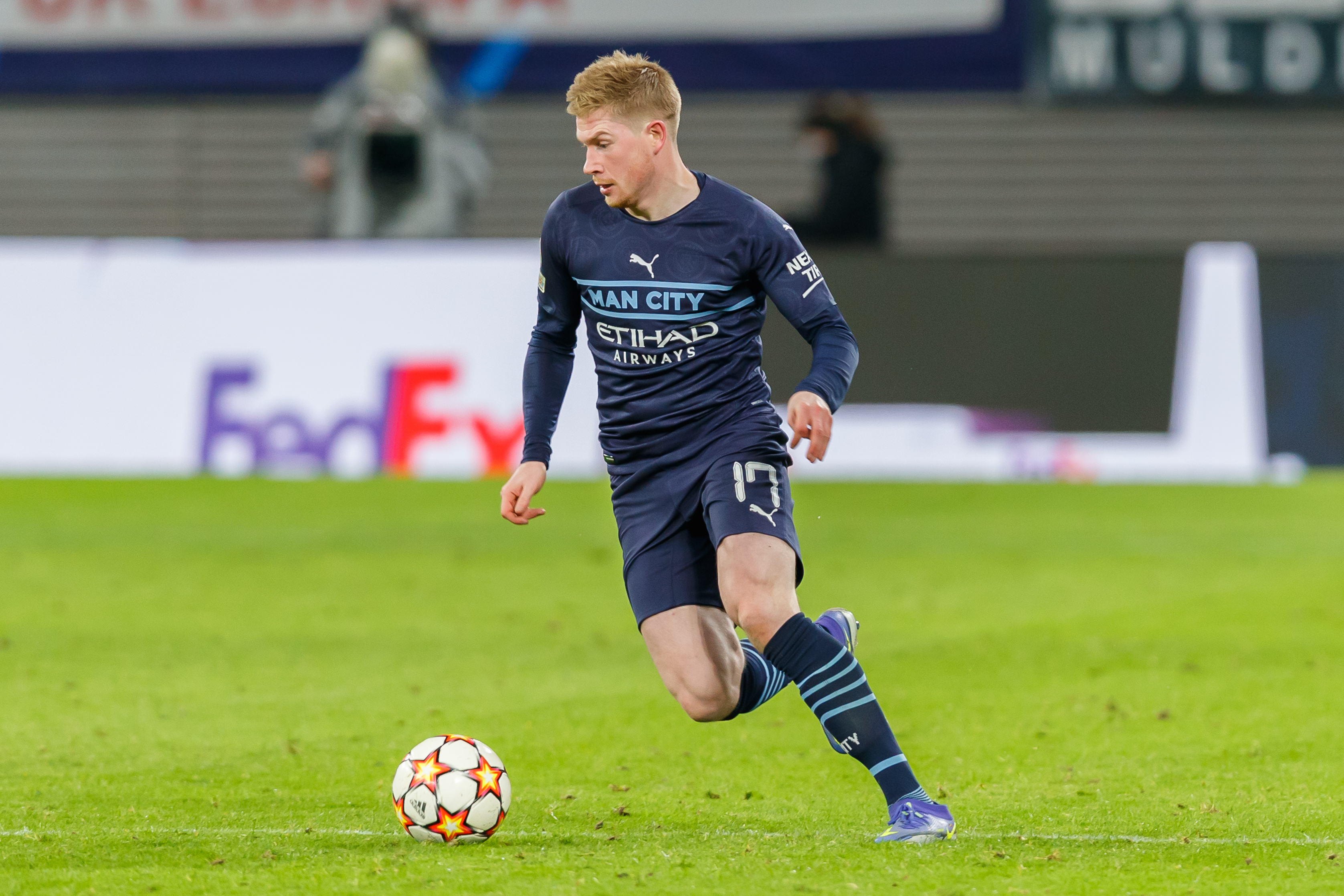
De Bruyne im Einsatz für Manchester City in der Champions League (2021)

#### Manchester City (2015–2025)
Kurz vor Ende der Transferperiode im August 2015 wechselte De Bruyne zurück in die Premier League zu Manchester City. Er erhielt einen Sechsjahresvertrag. Mit einer geschätzten Ablösesumme in Höhe von 75 Mio. Euro war dies der bis zu jenem Zeitpunkt teuerste Transfer der Bundesliga und De Bruyne einer der teuersten Spieler weltweit. Seinen ersten Einsatz für Manchester City hatte De Bruyne am 12. September 2015 (5. Spieltag) beim 1:0-Sieg gegen Crystal Palace, als er in der 25. Spielminute für Sergio Agüero eingewechselt wurde. In der Hinrunde der Saison 2015/16 wurde De Bruyne in 15 Ligaspielen eingesetzt, in denen er fünf Treffer erzielte. Im Halbfinale des League Cup gegen den FC Everton verletzte sich De Bruyne am 27. Januar 2016 nach einem Zweikampf schwer am rechten Knie, und fiel bis Anfang April 2016 aus. Direkt nach seiner Genesung traf er sowohl im Hin- als auch im Rückspiel des UEFA-Champions-League-Viertelfinales gegen Paris Saint-Germain, wodurch der Klub erstmals das Halbfinale erreichte, wo man jedoch am späteren Sieger Real Madrid scheiterte. In 25 Ligaeinsätzen in der Premier League erzielte er sieben Tore und bereitete neun weitere vor. Dazu kamen unter anderem fünf Treffer in fünf Spielen des League Cups, dessen Finale er verletzungsbedingt verpasste. Sein Team gewann aber auch ohne ihn den Titel gegen Liverpool.
In der Saison 2016/17 wurde Pep Guardiola Trainer bei Manchester City; dieser wollte De Bruyne schon als Bayern-Trainer verpflichten. In dieser Spielzeit absolvierte er 36 Ligapartien, in denen er sechs Mal traf und 21 Tore vorbereitete. Auch 2017/18 gehörte der Belgier zu den Leistungsträgern bei Manchester City und hatte mit acht Toren und 16 Torvorbereitungen in 37 Spielen maßgeblichen Anteil am Gewinn der englischen Meisterschaft. Auch der Titel im League Cup konnte erneut errungen werden. De Bruyne wurde zum besten Spielmacher der Premier League und sowohl in die Premier-League-Mannschaft des Jahres als auch in das UEFA Team of the Year gewählt. Trainer Guardiola gab an,
er würde „keine Worte für [De Bruynes] Leistung“ finden. Seine Vertragslaufzeit wurde zwischenzeitlich bis 2023 verlängert.
Große Teile der Hinrunde der Saison 2018/19 verpasste De Bruyne aufgrund eines Außenbandrisses im Knie. So absolvierte er lediglich 19 Ligaspiele. Am Ende der Saison gewann Manchester City als erster englischer Klub das nationale Triple bestehend aus Meisterschaft, FA Cup und Ligapokal. In der Saison 2019/20 wurde De Bruyne aufgrund seiner hervorragenden Leistungen (13 Tore und 20 Torvorlagen in 35 Ligaspielen) zum Spieler der Saison und zu Englands Fußballer des Jahres (PFA) gekürt.
Auch 2020/21 wurde De Bruyne wie im Vorjahr zum PFA Fußballer des Jahres gewählt. Mit sechs Toren und zwölf Assists in 25 Spielen hatte er entscheidenden Anteil an Citys Meisterschaft. Dazu wurde der Ligapokal gewonnen und das Finale der UEFA Champions League erreicht. Im CL-Finale, in dem City dem FC Chelsea unterlag, erlitt De Bruyne, der sein Team als Kapitän anführte, mehrere Gesichtsfrakturen und musste vorzeitig ausgewechselt werden. In der Saison 2021/22 gewann Manchester City wieder die Meisterschaft, De Bruyne wurde mit 15 Treffern und acht Vorlagen in 30 Spielen erneut zum Spieler der Saison gekürt. Am 11. Mai 2022 erzielte De Bruyne gegen die Wolverhampton Wanderers vier Tore in 23 Minuten.
In der Saison 2022/23 gewann De Bruyne mit City erstmals in der Vereinsgeschichte das internationale Triple aus Meisterschaft, FA Cup und UEFA Champions League. Erneut musste De Bruyne im CL-Finale verletzt ausgewechselt werden, dieses Mal konnte seine Mannschaft das Spiel gegen Inter Mailand aber siegreich beenden. De Bruyne absolvierte 32 Ligaspiele (7 Tore, 18 Vorlagen) und 10 CL-Partien (2 Tore, 7 Vorlagen). In der Saison 2023/24 erlitt De Bruyne bereits am ersten Spieltag (11. August) einen Muskelteilabriss im Oberschenkel und verpasste die komplette Hinrunde verletzungsbedingt, darunter auch den Sieg im UEFA Supercup über den FC Sevilla und die erfolgreiche Teilnahme an der FIFA Klub-Weltmeisterschaft im Dezember 2023. Erst im Januar 2024 stand De Bruyne wieder auf dem Platz; in der Rückrunde absolvierte er 17 Ligapartien und gewann mit City erneut die Meisterschaft.
Am 4. April 2025 gab De Bruyne bekannt, dass er seinen im Sommer 2025 auslaufenden Vertrag nicht verlängern wird. Seine letzte Saison im Trikot von Manchester City verlief insgesamt eher enttäuschend. Dem frühen Aus in der Champions League und dem schwachen Abschneiden in der Meisterschaft folgte eine Niederlage im Finale des FA-Cups. Am 20. Mai 2025 bestritt De Bruyne sein letztes Heimspiel. Die Fans feierten ihn als King Kev, für seine Leistungen in den 10 Jahren bei Manchester City. Außerdem plant der Verein zu seinen Ehren, eine Statue vor dem Etihad Stadium zu errichten.

#### SSC Neapel (Seit 2025)
Im Juni 2025 gab der italienische Meister SSC Neapel die Verpflichtung De Bruynes bekannt.

### Nationalmannschaft
De Bruyne spielte für die belgische U-18-, die U-19- und die U-21-Auswahl. In insgesamt 19 Spielen erzielte er zwei Tore.
Für das Länderspiel gegen Bulgarien am 19. Mai 2010 wurde er erstmals in den Kader der A-Nationalmannschaft berufen, kam jedoch nicht zum Einsatz. Am 11. August 2010 debütierte er in Turku bei der 0:1-Niederlage gegen Finnland. Für die Qualifikation zur Europameisterschaft 2012 in Polen und der Ukraine wurde er nicht berücksichtigt, erst danach kam er zu zwei weiteren Einsätzen.

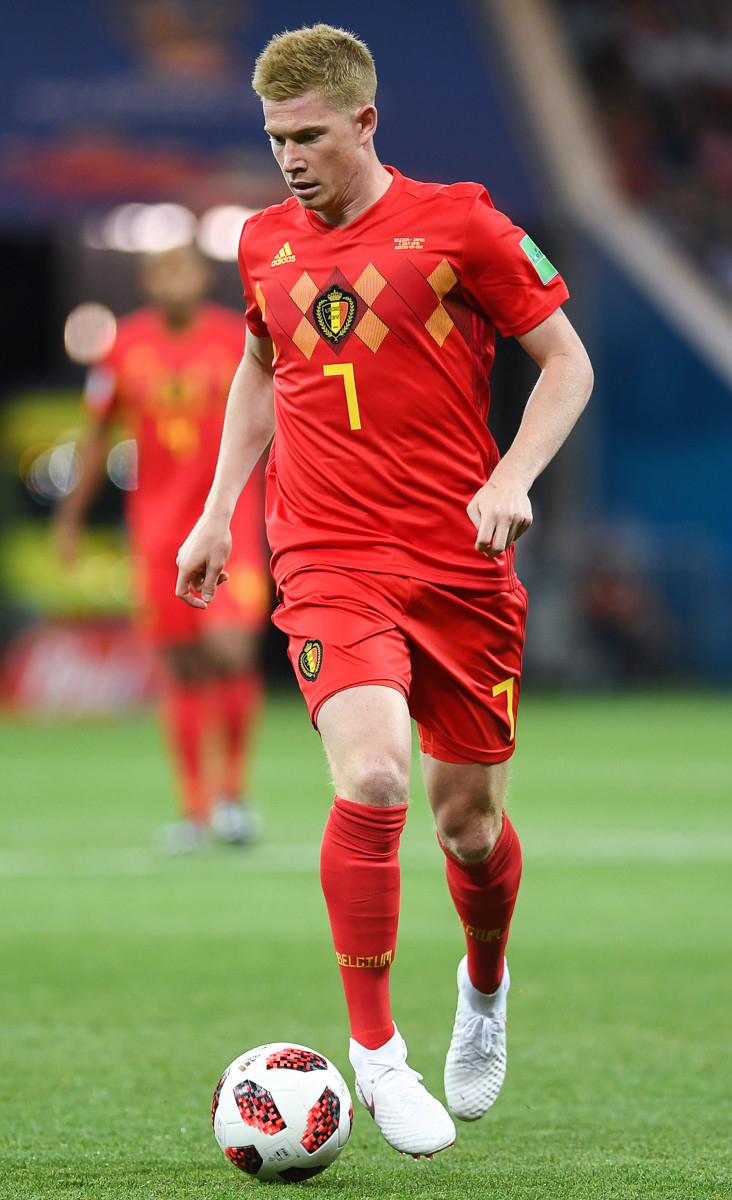
De Bruyne bei der WM 2018

In der Qualifikation für die Weltmeisterschaft 2014 kam er im ersten Spiel gegen Wales zu seinem ersten Pflichtspieleinsatz. Nach einem weiteren Qualifikationsspiel stand er am 12. Oktober 2012 gegen Serbien erstmals in der Startelf und mit seinem ersten Länderspieltor und einer Torvorlage hatte er großen Anteil am 3:0-Sieg. Danach gehörte er auch in den restlichen Qualifikationsspielen zur Stammelf. In insgesamt zehn Spielen schoss er vier Tore für Belgien. Auch bei der Weltmeisterschaft war er fester Bestandteil des belgischen Kaders. Während des Turniers kam er zunächst in den beiden Gruppenspielen gegen Algerien und Russland zum Einsatz. Beim 2:1-Sieg im Achtelfinale gegen die USA steuerte er in der Verlängerung einen Treffer selbst bei und bereitete einen weiteren vor. Nach der anschließenden 0:1-Niederlage gegen Argentinien war das Turnier für die Belgier nach dem Viertelfinale zu Ende.
Auch in der Qualifikation zur EM 2016 war De Bruyne Teil der belgischen Auswahl. Er bestritt alle zehn Spiele und steuerte fünf Tore zur erfolgreichen Sicherung der EM-Teilnahme bei. Bei der EM in Frankreich war er erneut Stammspieler im Aufgebot Belgiens und spielte alle fünf Partien des Turniers über die volle Spielzeit. Ein Tor blieb ihm zwar verwehrt, aber bei den klaren Siegen über Irland mit 3:0 und über Ungarn mit 4:0 bereitete er insgesamt drei Treffer vor. Das als Geheimfavorit gestartete Team schied dann allerdings im Viertelfinale gegen EM-Neuling Wales aus.
Auch bei der Endrunde der Weltmeisterschaft 2018 in Russland gehörte De Bruyne als einer der Topstars zum Kader Belgiens. In der Vorrunde spielte er bei den beiden klaren Siegen gegen Panama und Tunesien über jeweils 90 Minuten, im unbedeutenden letzten Gruppenspiel gegen England wurde er geschont. Nach dem Sieg im Achtelfinale gegen Japan bezwangen die Belgier im Viertelfinale den Favoriten und Rekordweltmeister Brasilien mit 2:1. Das zwischenzeitliche 2:0 erzielte De Bruyne mit einem Distanzschuss, nach dem Spiel wurde er zum Man of the Match gekürt. Im Halbfinale unterlag das belgische Team Frankreich mit 1:0. Mit dem anschließenden 2:0-Erfolg im Spiel um Platz 3 gegen die Engländer erreichte die Mannschaft um De Bruyne die beste WM-Platzierung in der Fußballgeschichte des kleinen Landes. Sein Nationaltrainer Roberto Martínez lobte De Bruynes Spielweise, die in der Nationalmannschaft etwas defensiver ausgerichtet ist als im Verein: „Er hat entscheidenden Anteil an unserem Spiel. Er fügt alles zusammen. Seine Leistung ist essentiell für die Art, wie wir spielen, wie wir pressen und verteidigen.“
Zur Fußball-Europameisterschaft 2021 wurde er erneut in den belgischen Kader berufen. Durch Siege gegen Russland, Dänemark und Finnland qualifizierten sich die „Roten Teufel“ als Gruppensieger für das Achtelfinale, in dem sie Titelverteidiger Portugal aus dem Wettbewerb warfen. Im Viertelfinale schied Belgien jedoch gegen den späteren Sieger Italien aus. De Bruyne schoss 1 Tor, gab 2 Vorlagen und wurde im letzten Gruppenspiel gegen Finnland zum Man of the Match gewählt. In der UEFA Nations League 2020/21 erreichte die belgische Nationalmannschaft die Endrunde, konnte dort nach zwei Niederlagen gegen Frankreich und Italien jedoch nur den vierten Platz belegen.
Nachdem die belgische Nationalmannschaft bei der Weltmeisterschaft 2022 bereits nach der Gruppenphase die Heimreise antreten musste und kurz darauf Eden Hazard seinen Rücktritt aus der Mannschaft erklärte, wurde De Bruyne kurz vor Beginn der Qualifikation zur Europameisterschaft 2024 zum neuen Kapitän der belgischen Nationalmannschaft ernannt. In der Qualifikation kam er aber verletzungsbedingt nur im ersten Spiel zum Einsatz. Am 5. Juni 2024 beim 2:0-Sieg im EM-Vorbereitungsspiel gegen Montenegro bestritt er nach über einem Jahr Länderspielpause sein 100. Länderspiel und erzielte das 1:0. Bei der Endrunde der Fußball-Europameisterschaft 2024 scheiterte Belgien im Achtelfinale an der französischen Nationalmannschaft, De Bruyne kam in allen vier Partien als Kapitän und über die volle Spielzeit zum Einsatz und erzielte einen Treffer im Gruppenspiel gegen Rumänien. In diesem Spiel und im letzten Gruppenspiel gegen die Ukraine wurde er jeweils zum Man of the Match gewählt.

## Titel und Auszeichnungen

### Vereine
International
- UEFA-Champions-League-Sieger: 2023

Belgien
- Meister: 2011
- Pokalsieger: 2009
- Supercupsieger: 2011

Deutschland
- Pokalsieger: 2015
- Supercupsieger: 2015

England
- Meister (6): 2018, 2019, 2021, 2022, 2023, 2024
- Pokalsieger (2): 2019, 2023
- Ligapokalsieger (5): 2016, 2018, 2019, 2020, 2021
- Supercupsieger (2): 2019, 2024

### Auszeichnungen
- Nominierung für den Ballon d’Or: 2015 (18. Platz), 2016 (20.), 2017 (14.), 2018 (9.), 2019 (14.), 2021 (8.), 2022 (3.), 2023 (4.)
- Belgischer Sportler des Jahres: 2015
- Deutschlands Fußballer des Jahres: 2015
- VDV-Spieler der Saison: 2014/15
- Niedersachsens Fußballer des Jahres: 2015
- UEFA Team of the Year: 2017, 2019, 2020
- Mitglied der VDV 11: 2014/15
- Torschütze des Monats: Oktober 2014[21]
- Einstufung als Weltklasse in der Rangliste des deutschen Fußballs: Winter 2014/15, Sommer 2015
- Kicker-Newcomer des Jahres: 2013
- Kicker-Mittelfeldspieler des Jahres: 2015
- Torschützenkönig des Englischen Ligapokals: 2015/16[22]
- PFA Team of the Year: 2017/18, 2019/20, 2020/21
- Premier League Player of the Season: 2019/20, 2021/22[23]
- IFFHS Welt-Spielmacher: 2020
- FIFA FIFPro World XI: 2020, 2021
- Englands Fußballer des Jahres: 2019/20, 2020/21 (jeweils Spielerwahl)

## Privates
De Bruyne ist verheiratet und hat mit seiner Frau Michèle Lacroix zwei gemeinsame Söhne und eine Tochter.
De Bruyne war offizieller Botschafter der Special Olympics 2014 in Antwerpen und ließ sich als Teil der Werbekampagne unter dem Motto „Would you still be my fan if I looked like this?“ („Wärst du immer noch mein Fan, wenn ich so aussehen würde?“) als Mensch mit Down-Syndrom darstellen.